# Celeste (Fallulah-album)
 For alternative betydninger, se Celeste. (Se også artikler, som begynder med Celeste)
Celeste er femte studiealbum fra den dansk/rumænske sanger og musiker, Fallulah. Albummet udkom 2. maj 2023 hos La Boom Records. Albummet udkom ikke umiddelbart på digitale streamingtjenester, men blot på vinyl, CD og som digital download.

## Spor
1. "Celeste" - (03:18)
2. "Tits of Steel" - (02:41)
3. "Ikaros" - (02:54)
4. "My Love" - (02:47)
5. "You Know What You Did" - (04:12)
6. "Treading Water" - (02:34)
7. "Never Give It Back" - (02:50)
8. "Time Machine" - (02:47)
9. "Autumn Leaves" - (03:37)
10. "After Party" - (03:37)

Bonustracks
1. "Autumn Leaves (GRETA remix)" - (03:00)
2. "My Love (Lydmor remix)" - (03:36)